# Himantoglossum robertianum
La orquídea gigante u orquídea de largas brácteas (Himantoglossum robertianum) es una orquídea terrestre europea. En principio fue descrita bajo el nombre de Orchis robertiana por Loiseleur, que se la había dedicado a su amigo botánico G.-N. Robert, a continuación se llamó Barlia robertiana (nombre asignado por Greuter), y recientemente (1999), Pierre Delforge lo vinculó al género Himantoglossum. 

## Nomenclatura
El epíteto robertiana indica ser la orquídea de Robert, en honor del botánico francés Gaspard Nicolas Robert (1776-1857).
Sinonímia:

- Barlia robertiana (Loisel.) Greuter (1967)
- Orchis robertiana Loisel. (1807) (Basionymum)
- Orchis longibracteata Biv. (1806)
- Orchis fragrans Ten. (1811)
- Orchis foliosa Masson ex Ker Gawl. (1819)
- Aceras longibracteatum Rchb.f. (1850)
- Barlia longibracteata (Rchb.f.) Parl. (1858)
- Loroglossum longibracteatum (Rchb.f.) Moris ex Ardoino (1867)
- Himantoglossum longibracteatum (Rchb.f.) Schltr. (1914)

## Localización y hábitat
Planta vivaz que se encuentra distribuida por todo el mediterráneo que en principio se desarrolla sobre suelo de calizas: garrigas, lugares herbosos, malezas, claros de bosques, taludes, borde de los caminos.

## Descripción
Es una planta robusta, con dos (a veces tres) bulbos más o menos ovoides, su tallo de tronco grueso estriado longitudinalmente. Su altura puede variar de 15 a 80 cm, pero la mayor parte del tiempo no sobrepasa los 50 cm. 
Hojas basales en roseta (5 a 10 hojas), verde claro, amplias, carnosas, brillantes, con nervaduras paralelas. Hojas caulinares que abrazan el tronco.
La inflorescencia es una espiga, en primer lugar más bien piramidal, a continuación más bien cilíndrica. Numerosas brácteas crenadas y lineales pudiendo alcanzar 3 cm. Flores con espolón orientado hacia abajo. 
Los tépalos son estriados, rodeando el labelo, con colores variables del verde al púrpura, los tres externos ovoides y conniventes, los dos internos lineales. El labelo, de rosa a púrpura, se alarga, de gran tamaño (a menudo 2 cm), a lóbulo central con dos lóbulos laterales lineales similares a brazos curvados hacia el interior. Florece de febrero a abril
Polinización por insectos (entomofilia) siendo sus polinizadores observados las abejas y los abejorros.
Los frutos son  cápsulas. La diseminación de sus diminutas semillas es anemocora (por el viento).

## Nombres comunes
- Castellano: compañón, orquídea gigante.[1]

## Galería de imágenes

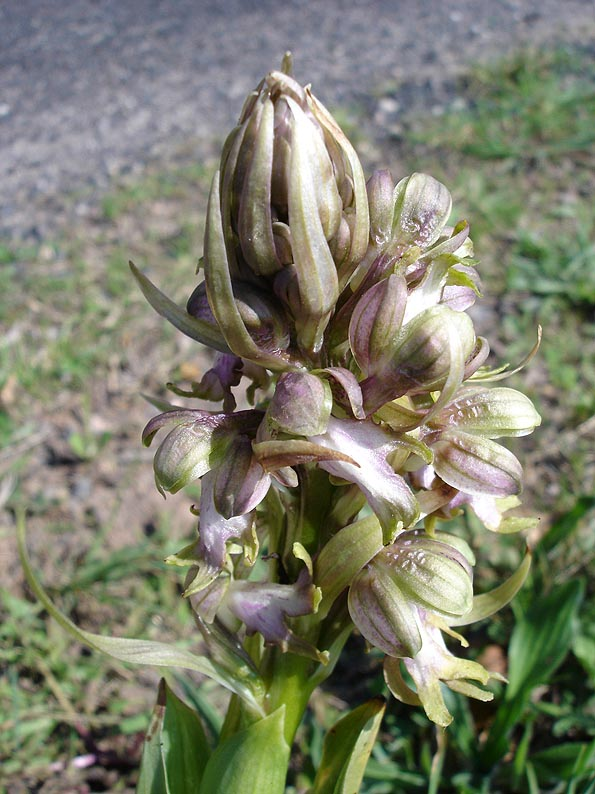
Extremo de la inflorescencia
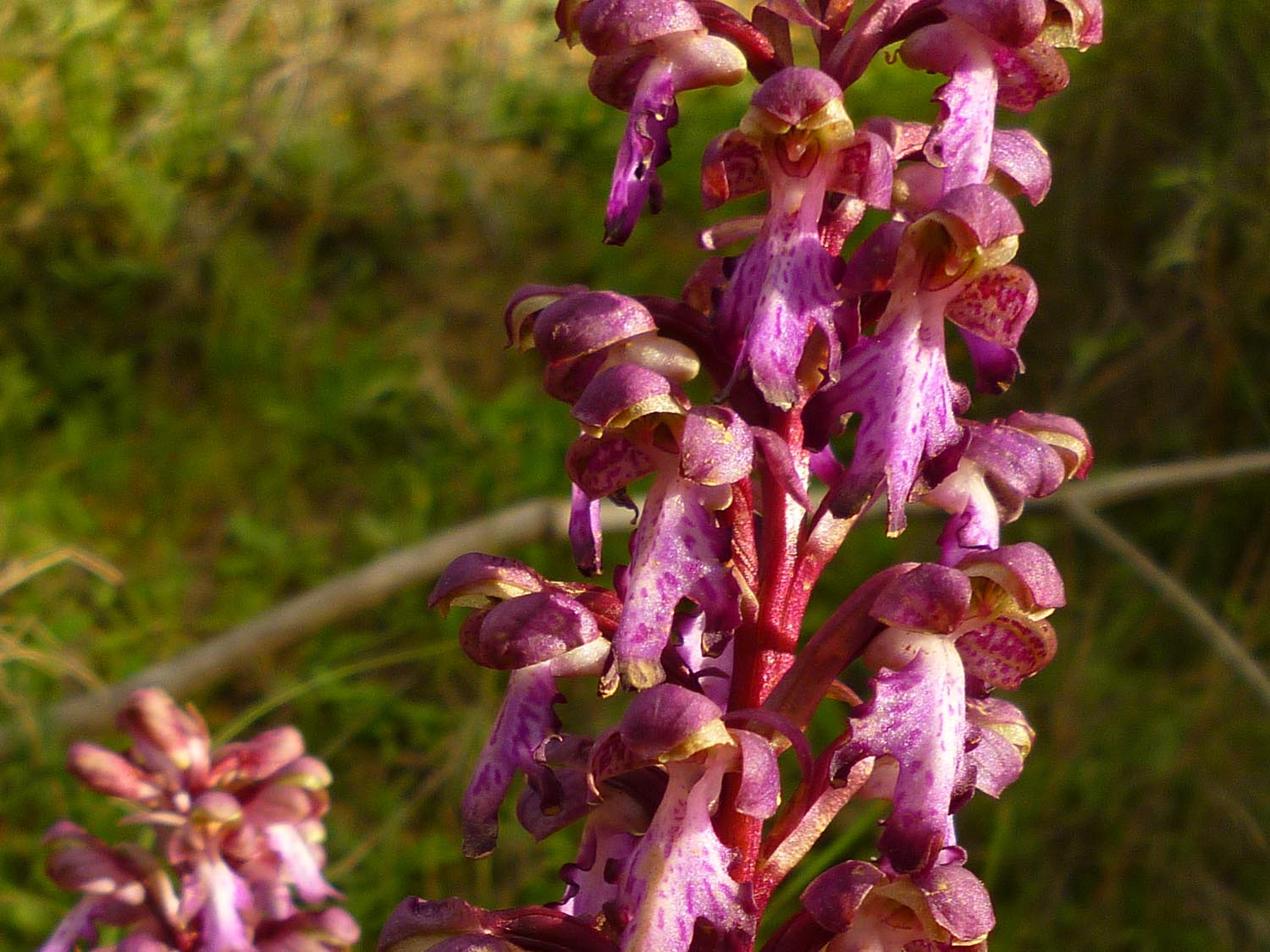
Detalle de la flor
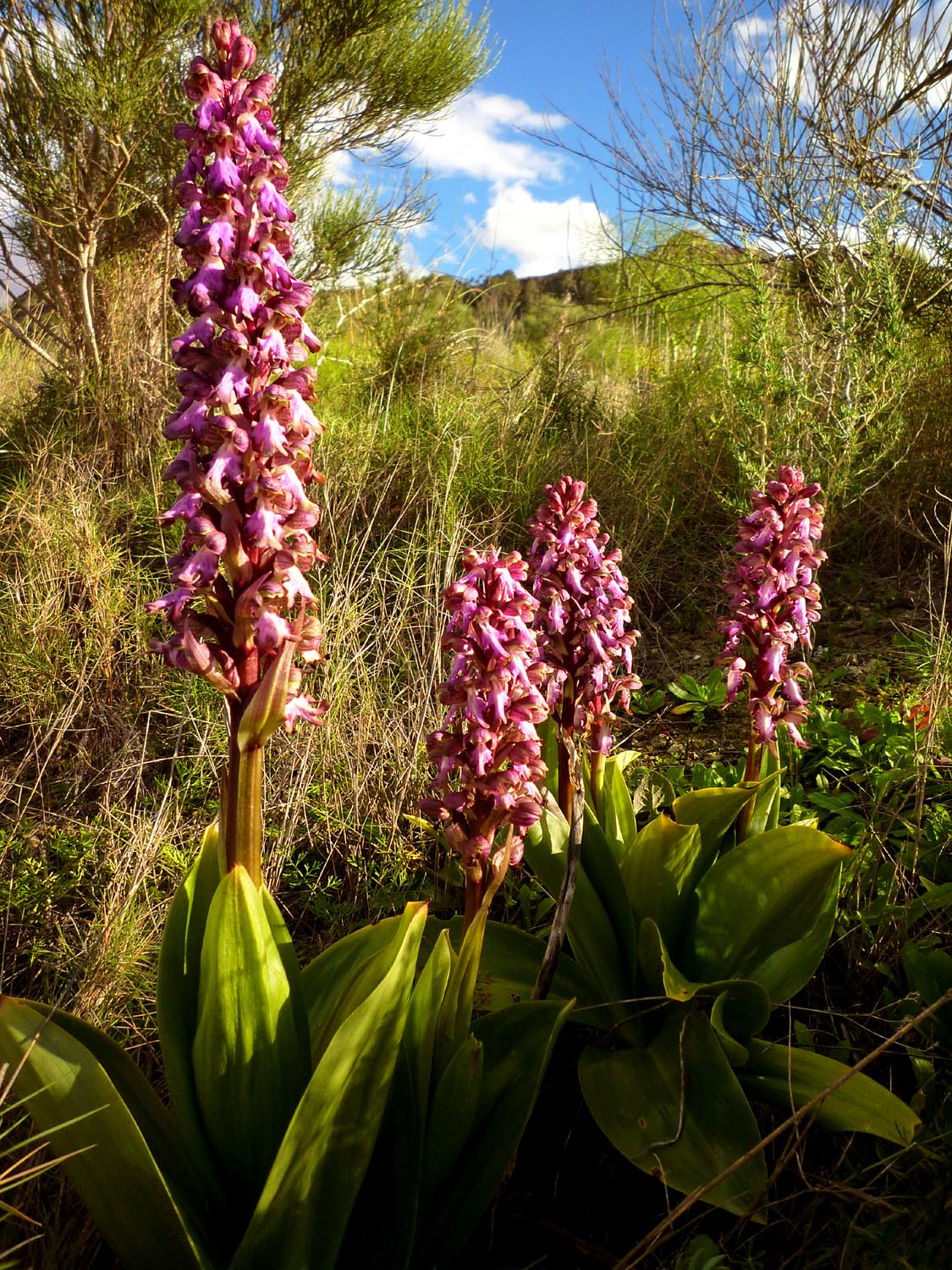
Grupo de cuatro inflorescencias en la Sierra de Carrascoy de Murcia
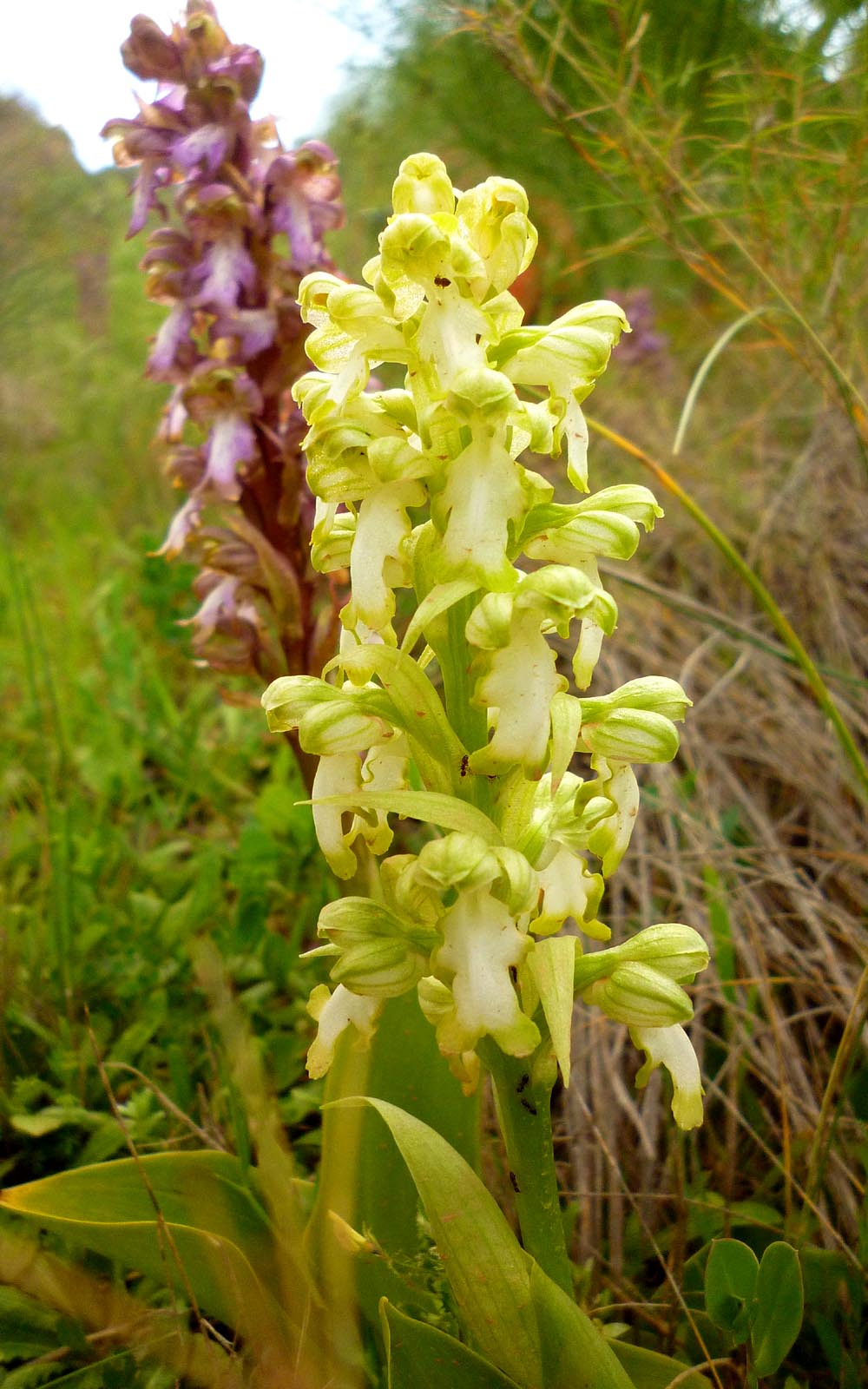
Ejemplar hipocromático en la Sierra de Carrascoy de Murcia